# Movimento retrógrado aparente

À medida que a Terra (azul) ultrapassa um planeta mais externo, como Marte (vermelho), este parece reverter temporariamente seu movimento no céu.

Movimento retrógrado aparente é o movimento aparente de um planeta em uma direção oposta à de outros corpos dentro de seu sistema, como observado a partir de um ponto de vista específico. O oposto é chamado de movimento direto ou prógrado, ou seja, o movimento aparente na mesma direção que outros corpos. 
Embora os termos direto e prógrado sejam equivalentes nesse contexto, o primeiro é o termo mais usual na astronomia. O registro mais antigo do termo prógrado foi no início do século 18, embora o termo agora seja menos comum.
O termo retrógrado vem do latim retrogradus (retro-, "para trás"; -gradus  "degrau"), significando "retrocesso". Retrógrado é mais comumente usado como adjetivo para descrever o caminho de um planeta enquanto viaja pelo céu noturno, com às constelações. Nesse contexto, o termo refere-se a planetas do Sistema Solar que, do ponto de vista da Terra, parecem parar brevemente e reverter o sentido do movimento em determinados momentos, embora na realidade eles orbitem no mesmo sentido em torno do Sol.:3
Embora às vezes possam ser confundidos com estrelas na observação do céu noturno, os planetas mudam de posição de noite para noite em relação às estrelas. Os movimentos retrógrado (para trás) e prógrado (para frente) são observados como se as estrelas girassem em torno da Terra. O astrônomo grego Ptolomeu, por volta de 150 EC, acreditava-se que a Terra era o centro do Sistema Solar e, portanto, usava os termos retrógrado e prógrado para descrever o movimento dos planetas em relação às estrelas. Embora hoje se saiba que os planetas giram em torno do Sol, os mesmos termos continuam a ser usados para descrever o movimento aparente dos planetas em relação às estrelas tais como observados da Terra. Como o sol, os planetas parecem nascer no leste e se pôr no oeste, e um planeta que vá para o oeste em relação às estrelas (caminho oposto) é chamado de retrógrado.

## Movimento aparente

T1, T2,..., T5 - posições da Terra
P1, P2,..., P5 - posições de um planeta
A1, A2,..., A5 - projeções na esfera celeste

### A partir da Terra
Para uma pessoa na Terra olhando para o céu, parece que a Lua vai de leste a oeste, assim como o Sol e as estrelas. De fato, a Lua orbita a Terra de oeste para leste, assim como a grande maioria dos satélites artificiais, como a Estação Espacial Internacional . O aparente movimento para o oeste da Lua a partir da superfície da Terra é na verdade uma ilusão causada pela órbita supersíncrona da Lua. Isso significa que a Terra completa uma rotação sideral antes que a Lua consiga completar uma órbita. Como resultado, parece que a Lua vai na direção oposta, ou seja, em movimento retrógrado aparente. Esse fenômeno também ocorre em Marte, que possui dois satélites naturais, Phobos e Deimos. Ambas as luas orbitam Marte na direção leste (prógrada); no entanto, Deimos possui um período orbital de 1,23 dias siderais marcianos, o que o torna supersíncrono, enquanto Phobos possui um período orbital de 0,31 dias siderais, sendo portanto subsíncrono . Consequentemente, embora ambas as luas estejam indo na mesma direção, elas parecem estar indo em direções opostas quando vistas da superfície de Marte. 

Caminho aparente de Marte em 2009–2010 em relação à constelação de Câncer, mostrando seu "loop de oposição" ou "loop retrógrado"

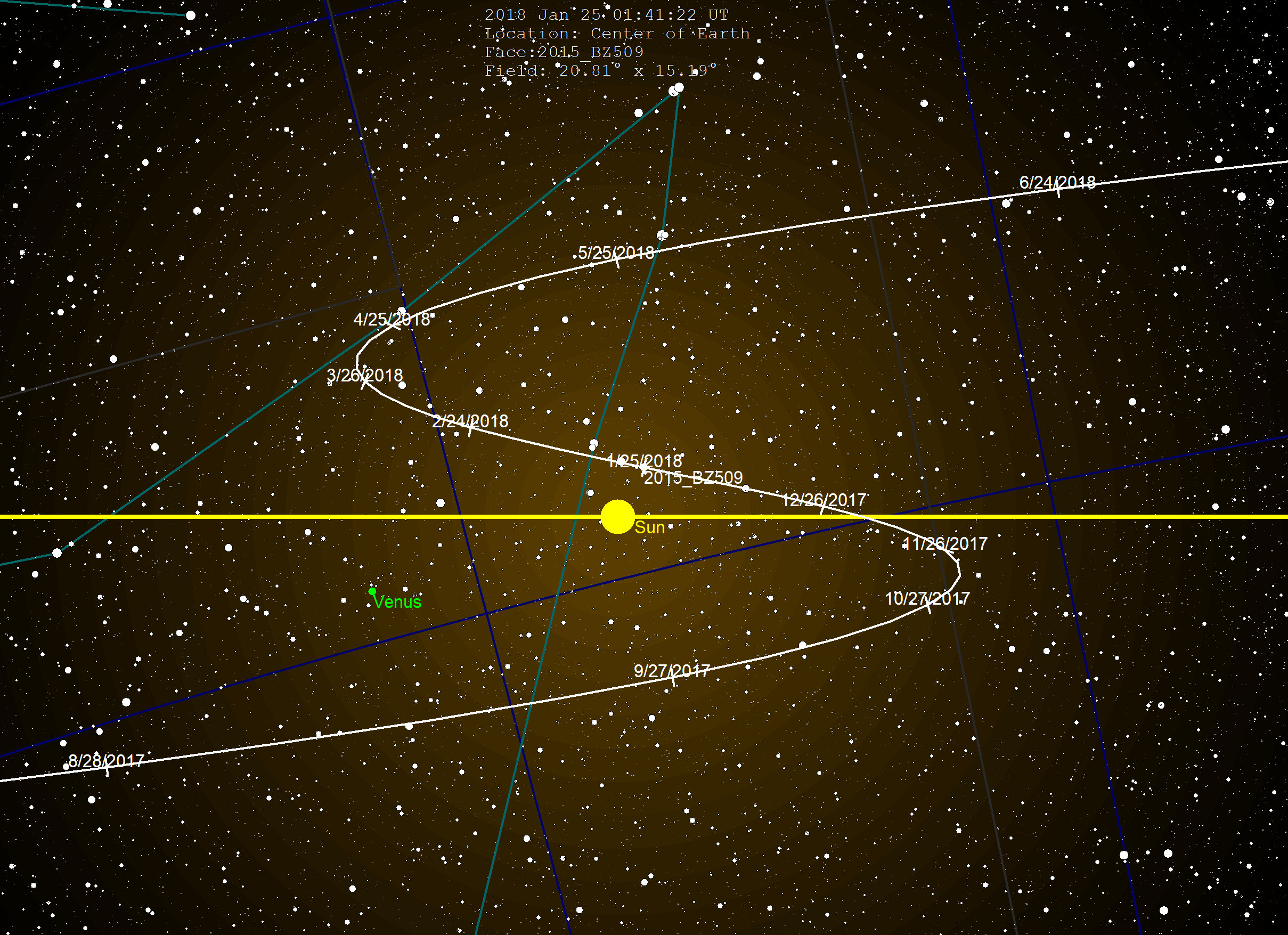
O asteróide 514107 Kaʻepaokaʻawela tem uma órbita retrógrada. Seu movimento retrógrado aparente ocorre em conjunção superior com o sol, como mostrado neste exemplo de 2018.

Todos os outros corpos planetários do Sistema Solar também parecem mudar de direção periodicamente à medida que cruzam o céu da Terra. Embora a cada noite todas as estrelas e planetas pareçam se mover de leste para oeste em resposta à rotação da Terra, os planetas externos geralmente flutuam lentamente para leste em relação às estrelas. Asteroides e objetos do cinturão de Kuiper (incluindo Plutão) exibem retrogradação aparente. Esse movimento é normal para os planetas e, portanto, é considerado movimento direto. No entanto, como a Terra completa sua órbita em um período menor do que os planetas fora de sua órbita, ela os ultrapassa periodicamente, como um carro mais rápido em uma rodovia de várias pistas. Quando isso ocorre, o planeta que está sendo ultrapassado parecerá inicialmente parar sua deriva para leste para em seguida voltar para o oeste. Então, quando a Terra passa pelo planeta em sua órbita, este parece retomar seu movimento normal de oeste para leste.:4 Os planetas interiores Vênus e Mercúrio parecem se mover em retrógrado em um mecanismo semelhante, mas como eles nunca podem estar em oposição ao Sol do ponto de vista da Terra, seus ciclos retrógrados estão ligados às suas conjunções inferiores com o Sol. Estes ciclos são inobserváveis quando eles estão ofuscados pelo Sol ou em sua fase "nova", em que principalmente seus lados escuros estão virados para a Terra. 
Os planetas mais distantes retrogradam com mais frequência, pois não se movem tanto em suas órbitas enquanto a Terra completa uma órbita. O centro do movimento retrógrado ocorre quando o corpo está exatamente oposto ao sol e, portanto, alto na eclíptica à meia-noite local. A retrogradação de um planeta hipotético extremamente distante (e quase sem movimento) ocorreria durante um semestre, com o aparente movimento anual do planeta sendo reduzido a uma elipse de paralaxe. 
O período entre os centros dessas retrogradações é o período sinódico do planeta. 
| Planeta                     | Período sinódico (dias) | Período sinódico (meses médios) | Dias em retrogradação |
| --------------------------- | ----------------------- | ------------------------------- | --------------------- |
| Mercúrio                    | 116                     | 3.8                             | ≈21                   |
| Vênus                       | 584                     | 19,2                            | 41.                   |
| Marte                       | 780                     | 25,6                            | 72                    |
| Júpiter                     | 399                     | 13.1                            | 121                   |
| Saturno                     | 378                     | 12,4                            | 138                   |
| Urano                       | 370                     | 12.15                           | 151                   |
| Netuno                      | 367                     | 12,07                           | 158                   |
| Planeta hipotético distante | 365,25                  | 12                              | 182.625               |

Movimento retrógrado aparente de Marte em 2003, visto da Terra.

Essa aparente retrogradação intrigou os astrônomos antigos, e foi uma das razões pelas quais denominaram esses corpos de "planetas" (do grego πλανῆται (planētai), "andarilhos"). No modelo geocêntrico do Sistema Solar, proposto por Apolônio no terceiro século AEC, o movimento retrógrado era explicado através de deferentes e epiciclos, não sendo entendido como uma ilusão até a época de Copérnico, embora o astrônomo grego Aristarco, em 240 AEC, tivesse já proposto um modelo heliocêntrico para o Sistema Solar. 
Os desenhos de Galileu Galilei mostram que ele observou Netuno pela primeira vez em 28 de dezembro de 1612 e novamente em 27 de janeiro de 1613. Nas duas ocasiões, Galileu confundiu Netuno com uma estrela fixa quando esse planeta parecia estar muito próximo de Júpiter no céu noturno, e por isso a descoberta de Netuno não é atribuída a ele. Durante o período de sua primeira observação em dezembro de 1612, Netuno estava aparentemente parado no céu, porque havia se tornado retrógrado naquele dia. Como Netuno estava apenas iniciando seu ciclo retrógrado anual, o movimento do planeta era muito pequeno para ser detectado com o pequeno telescópio de Galileu. 
| Planeta  | estacionário (retrógrado) | oposição ou conjunção inferior | estacionário (direto) |
| -------- | ------------------------- | ------------------------------ | --------------------- |
| Mercúrio | 17 de novembro            | 27 de novembro                 | 6 de dezembro         |
| Vênus    | 5 de outubro              | 26 de outubro                  | 14 de novembro        |
| Marte    | 28 de junho               | 27 de julho                    | 28 de agosto          |
| Júpiter  | 9 de março                | 9 de maio                      | 11 de julho           |
| Saturno  | 18 abr                    | 27 de junho                    | 6 de set              |
| Urano    | 7 de agosto               | 24 de outubro                  | 6 de janeiro          |
| Netuno   | 19 de junho               | 7 de setembro                  | 25 de novembro        |

| Planeta  | estacionário (retrógrado) | oposição ou conjunção inferior | estacionário (direto) |
| -------- | ------------------------- | ------------------------------ | --------------------- |
| Mercúrio | 5 de mar                  | 15 de mar                      | 28 de março           |
|          | 7 de julho                | 19 de julho                    | 1 de agosto           |
|          | 1 de novembro             | 11 de novembro                 | 21 de novembro        |
| Vênus    | -----                     | -----                          | -----                 |
| Marte    | -----                     | -----                          | -----                 |
| Júpiter  | 10 abr                    | 10 de junho                    | 11 de agosto          |
| Saturno  | 29 Abr                    | 9 de julho                     | 18 de setembro        |
| Urano    | 11 de agosto              | 28 de outubro                  | 11 de janeiro         |
| Netuno   | 21 de junho               | 10 de setembro                 | 27 de novembro        |

| Planeta  | estacionário (retrógrado) | oposição ou conjunção inferior | estacionário (direto) |
| -------- | ------------------------- | ------------------------------ | --------------------- |
| Mercúrio | 16 de fev                 | 26 de fev                      | 9 de março            |
|          | 18 de junho               | 30 de junho                    | 12 de julho           |
|          | 14 de outubro             | 24 de outubro                  | 3 de novembro         |
| Vênus    | 13 de maio                | 3 de junho                     | 25 de junho           |
| Marte    | 10 de set                 | 13 de outubro                  | 16 de novembro        |
| Júpiter  | 15 de maio                | 13 de julho                    | 13 Set                |
| Saturno  | 11 de maio                | 21 de julho                    | 29 Set                |
| Urano    | 16 de agosto              | 31 de outubro                  | 15 de janeiro         |
| Netuno   | 24 de junho               | 11 de setembro                 | 29 Nov                |

### A partir de Mercúrio
A partir de qualquer ponto da superfície diurna de Mercúrio, quando o planeta está próximo do periélio, o Sol sofre movimento retrógrado aparente. Isso ocorre porque, desce cerca de quatro dias terrestres antes do periélio até cerca de quatro dias terrestres depois dele, a velocidade orbital angular de Mercúrio excede sua velocidade rotacional angular. A órbita de Mercúrio é a mais excêntrica dentre todos os planetas do Sistema Solar, o que resulta em uma velocidade orbital substancialmente mais alta perto no periélio. Como resultado, em pontos específicos na superfície de Mercúrio, um observador seria capaz de ver o Sol nascer parcialmente, depois reverter e se pôr antes de nascer novamente, tudo dentro do mesmo dia mercuriano. 